# Gila
A gila vagy viperagyík (Heloderma suspectum) a hüllők (Reptilia) osztályának pikkelyes hüllők (Squamata) rendjébe, ezen belül a gyíkok (Sauria) alrendjébe, a varánuszalakúak (Varanoidea) alrendágába és a mérgesgyíkfélék (Helodermatidae) családjába tartozó faj.

## Előfordulása
A gila északnyugat-Mexikó, az Amerikai Egyesült Államok délnyugati része, főleg Arizona, Délkelet-Nevada és Utah állam délnyugati területén honos. Élőhelyének megművelése és a díszállat-kereskedelem veszélyeztetik a fajt. Arizona államban ma már törvény védi.

## Alfajai
- Heloderma suspectum suspectum (Cope, 1869)
- Heloderma suspectum cinctum (Bogert & Martin del Campo, 1956)

## Megjelenése
A viperagyík hossza 38-58 centiméter, testtömege 0,7-2,3 kilogramm. Teste tömzsi és nehéz, feje nagy. A bőr felülete rücskös, színezete kitűnő álcát nyújt a kavicsos, homokos sivatagban. Farka rövid és vastag; zsírt raktároz benne, hogy a táplálék és víz nélküli időket átvészelje (akár több mint 2 évet is). Rövid, de éles karmai alkalmasak arra, hogy kiássa teknősök, gyíkok és kígyók tojásait, saját odút készítsen, valamint lyukakat vájjon velük a földbe a tojásrakáshoz. Vastag villás nyelvét öltögeti, hogy felvegye a szaganyagokat, amelyeket a szájpadlásban található Jacobson-szerv érzékel.

## Életmódja
A gila magányos talajlakó. Odúban él és éjjel aktív. Tápláléka rágcsálók, madarak és fiókáik, tojások, gyíkok, békák, nagyobb gerinctelenek és más kisemlősök, de néha dögök is. Fogságban akár 20 évig is élhet.
A gila nem préseli be a mérget, mint a kígyók, hanem egyszerűen hagyja, hogy a fogai által ejtett sebbe belefolyjon a méreg.
Harapása olyan erős, hogy ha el is pusztítják a gyíkot, nehezen lehet szétválasztani az állkapcsát.

## Szaporodása
A párzási időszak június–július között van. A nőstény 3-13 tojást rak egy odúba, amelyeket a nap melege költ ki. A kifejlődéshez 117-130 nap kell.

## Rokon fajok
A gila legközelebbi rokona a mexikói viperagyík (Heloderma horridum).

## Képek

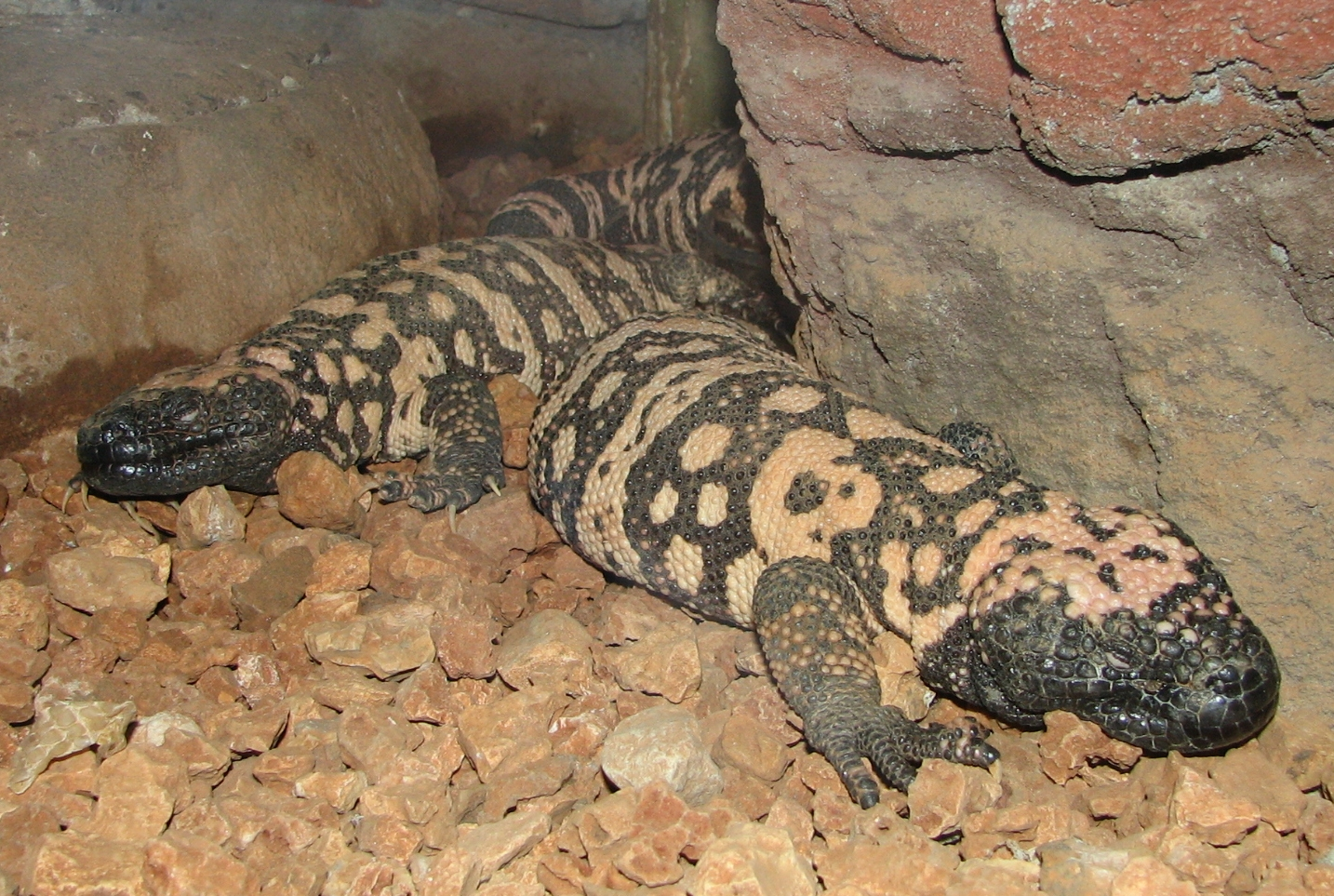
Gilák különböző
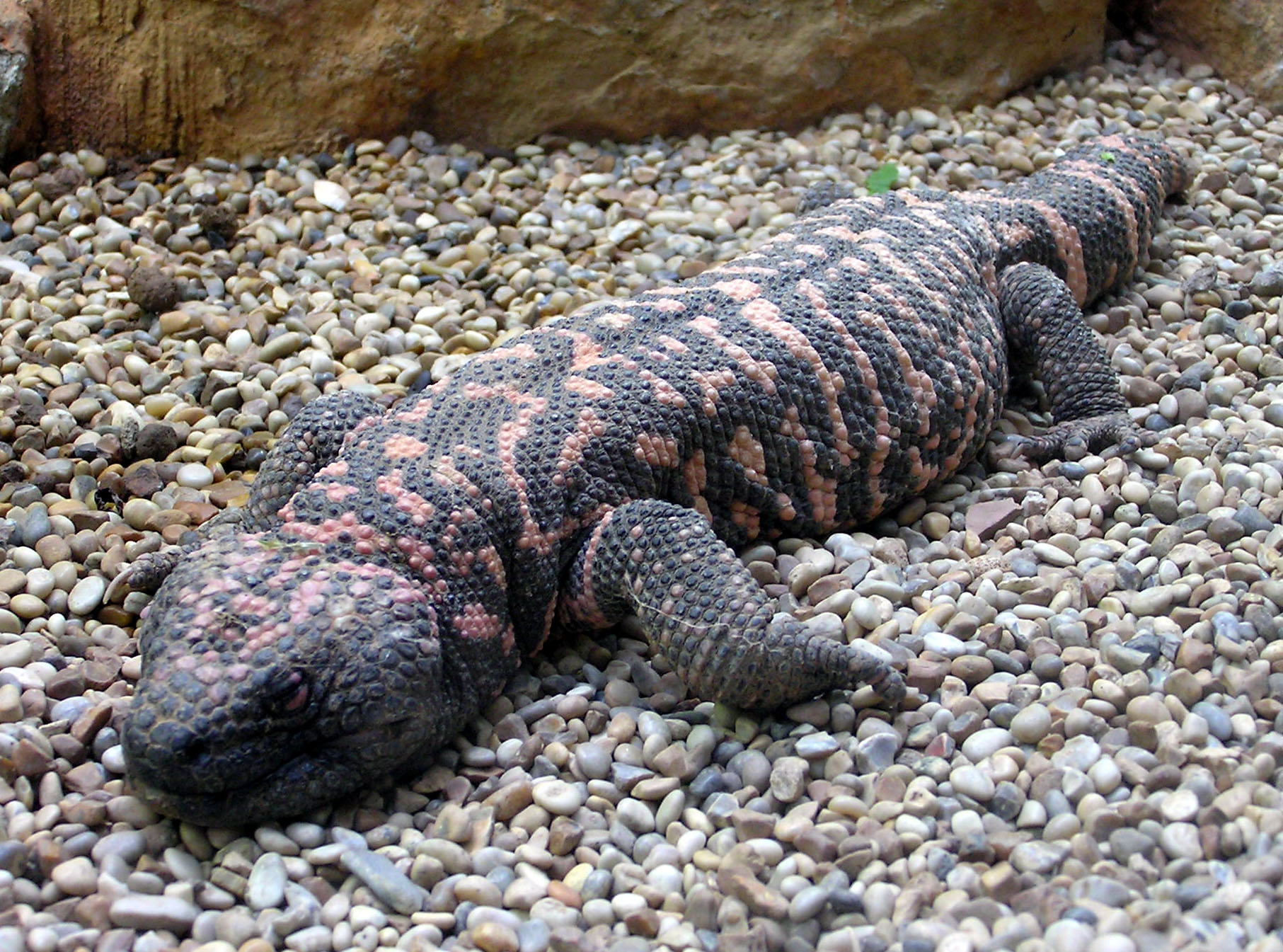
állatkertekben